# اگر این دیوارها می‌توانستند صحبت کنند
اگر این دیوارها می‌توانستند صحبت کنند (به انگلیسی: If These Walls Could Talk) یک مجموعه تلویزیونی آمریکایی است.